# Péron
Péron es una comuna francesa del departamento de Ain, en la región de Auvernia-Ródano-Alpes. Pertenece a la comunidad de comunas del Pays de Gex.

## Demografía
| 654 | 701 | 891 | 1 005 | 1 202 | 1 579 | 1 843 | 2 437 | 2584 | 2838 |
| Para los censos de 1962 a 1999 la población legal corresponde a la población sin duplicidades (Fuente: INSEE [Consultar]) |     |     |       |       |       |       |       |      |      |